# Mariage transnational
 (août 2023).
- Si vous ne connaissez pas le sujet, laissez ce bandeau (vous pouvez alors contacter les auteurs).
- Si vous supprimez le contenu mis en cause (vous pouvez préalablement contacter les auteurs),

argumentez précisément cette suppression dans la page de discussion
(un manque de référence n'est pas un argument ; une recherche réelle de référence doit avoir été effectuée, être formellement documentée).
Le mariage transnational ou mariage international est un mariage entre deux individus de nationalités différentes. Il est généralement exogame.

## Effet sur la nationalité
(août 2023).
En France, le mariage n'a aucun effet automatique sur la nationalité. Toutefois, un étranger épousant un Français peut, après un délai de quatre ans à compter du mariage, acquérir la nationalité française par déclaration (devant le juge d'instance ou, à l'étranger, auprès du consulat compétent), à condition que la communauté de vie tant affective que matérielle n'ait pas cessé entre les époux depuis le mariage, et que le conjoint étranger justifie d'une connaissance suffisante de la langue française (article 21-2 du Code civil français).

## Cas du mariage homosexuel
En 2018, vingt-six pays dans le monde ont officiellement reconnu les mariages entre personnes de même sexe. Parmi les autres pays qui ne reconnaissent pas les mariages entre personnes de même sexe, seuls l'État d'Israël, l'Estonie et l'Arménie reconnaissent les mariages légaux entre personnes de même sexe dans d'autres pays. Par exemple, en République populaire de Chine, les mariages entre personnes de même sexe contractés par des citoyens en dehors du pays ne peuvent pas être reconnus par les lois de leur propre pays de la même manière que les autres mariages liés à l'étranger.[réf. nécessaire]

## Enfants de couples transnationaux
Les immigrants peuvent également emmener leur famille avec eux, ce qui signifie que leurs enfants grandissent dans un pays différent, apprennent une culture et une langue différentes et se sentent souvent plus à l'aise dans le pays d'accueil que dans leur "pays d'origine". Ces enfants, appelés enfants de troisième culture, ont souvent tendance à se sentir en affinité avec ceux qui ont également vécu dans plus d'un pays et plus d'une culture, et tendent à épouser des personnes d'horizons divers, indépendamment de leur nationalité et de leur citoyenneté.
D'autres décident de contracter un mariage transnational sans avoir vécu longtemps dans leur nouveau pays. Les voyages ont donné lieu à des relations, des mariages et même des familles transnationaux, bien que l'on ne sache pas dans quelle mesure ces résultats sont courants.

## Objet de débat
Des faux mariages ont lieu pour obtenir la citoyenneté ou pour effectuer une traite des êtres humains[source insuffisante] ;